# Kettentörl
Kettentörl är ett bergspass i Österrike.   Det ligger i distriktet Murtal och förbundslandet Steiermark, i den centrala delen av landet, 160 km sydväst om huvudstaden Wien. Kettentörl ligger 1 909 meter över havet.
Terrängen runt Kettentörl är bergig åt sydväst, men åt nordost är den kuperad. Kettentörl ligger uppe på en höjd. Runt Kettentörl är det ganska tätbefolkat, med 52 invånare per kvadratkilometer.. Närmaste större samhälle är Trieben, 14,5 km nordväst om Kettentörl. 
I omgivningarna runt Kettentörl växer i huvudsak blandskog.